# Emil Drăgănescu
Emil Drăgănescu (* 18. Dezember 1919 in Galați; † 17. Juli 2003 ?) war ein Politiker der Rumänischen Kommunistischen Partei (PCR).

## Leben
Im August 1965 wurde Drăgănescu als Minister für Elektrizitätswirtschaft in das Kabinett von Ministerpräsident Ion Gheorghe Maurer berufen und wurde danach im Rahmen einer Regierungsumbildung im Juli 1968 Vizepräsident des Ministerrates. Zusätzlich wurde er im Oktober 1972 Minister für Transport und Telekommunikation. Nach dem Amtsantritt von Ministerpräsident Manea Mănescu im März 1974 blieb er Vizeministerpräsident und war zugleich von März 1974 bis März 1975 Vorsitzender der Staatlichen Plankommission sowie außerdem von Februar 1974 bis März 1975 Mitglied im Verteidigungsrat der Sozialistischen Republik Rumänien, eines der höchsten Gremien der Sozialistischen Republik und das maßgebliche Organ für Fragen der nationalen Verteidigung. Bereits im März 1975 folgte ihm jedoch Mihai Marinescu als Vorsitzender der staatlichen Plankommission und als Mitglied im Verteidigungsrat.
Er selbst blieb jedoch noch bis März 1978 Vizeministerpräsident, ehe er anschließend von März bis August 1978 Vorsitzender des Nationalen Rates für Körpererziehung und Sport und danach Sportminister. Nach dem Amtsantritt von Ministerpräsident Ilie Verdeț im März 1979 wurde er Minister für Tourismus und Sport und bekleidete dieses Amt bis März 1982.